# Entiat (település)
Entiat (kiejtése: ˈɛn(t)iˌæt) az Amerikai Egyesült Államok északnyugati részén, Washington állam Chelan megyéjében elhelyezkedő város. A 2010. évi népszámlálási adatok alapján 1112 lakosa van.

## Történet
Az Entiat-völgy első lakója az 1877-ben ideérkező Lewis Detwiler volt. A település iskolája 1891-ben, postahivatal pedig 1895-ben nyílt meg. Az erőmű 1908-ban kezdte meg működését. A helység újságját 1913-ban alapították, a vasútvonal pedig 1914-ben nyílt meg. 1913-ban a település leégett; a jelenlegi iskola 1916-ban nyílt meg, 1921-ben pedig tornateremmel egészítették ki. 1921-ben a korábbi település fennmaradt épületei is leégtek. Entiat 1944 májusában kapott városi rangot.
1960-ban a Rocky Reach gát miatt Entiatet újra elköltöztették; a vállalkozások 1961-ben indultak újra.

## Éghajlat
| Hónap                         | Jan.  | Feb.  | Már.  | Ápr.  | Máj. | Jún. | Júl. | Aug. | Szep. | Okt.  | Nov.  | Dec.  | Év    |
| ----------------------------- | ----- | ----- | ----- | ----- | ---- | ---- | ---- | ---- | ----- | ----- | ----- | ----- | ----- |
| Rekord max. hőmérséklet (°C)  | 12,8  | 17,2  | 23,9  | 31,1  | 36,1 | 42,8 | 41,7 | 40,0 | 37,8  | 31,1  | 21,1  | 15,6  | 42,8  |
| Átlagos max. hőmérséklet (°C) | 1,7   | 5,6   | 12,2  | 17,2  | 21,7 | 25,6 | 30,0 | 30,6 | 25,6  | 17,2  | 7,2   | 1,1   | 16,4  |
| Átlagos min. hőmérséklet (°C) | −5,6  | −3,9  | −0,6  | 2,2   | 5,6  | 8,9  | 11,7 | 11,7 | 7,8   | 2,8   | −1,7  | −6,1  | 2,8   |
| Rekord min. hőmérséklet (°C)  | −25,0 | −22,8 | −12,8 | −10,6 | −6,7 | −3,9 | −2,8 | −3,3 | −7,8  | −11,7 | −20,0 | −26,7 | −26,7 |
| Átl. csapadékmennyiség (mm)   | 46    | 35    | 28    | 17    | 23   | 21   | 8    | 7    | 10    | 24    | 54    | 61    | 334   |
| Forrás: The Weather Channel   |       |       |       |       |      |      |      |      |       |       |       |       |       |

## Népesség
A 2010-es népszámláláskor a városnak 1112 lakója, 421 háztartása és 305 családja volt. A népsűrűség 197,9 fő/km2. A lakóegységek száma 495, sűrűségük 34,7 db/km2. A lakosok 81,5%-a fehér, 0,4%-a afroamerikai, 0,4%-a indián, 0,2%-a ázsiai, 0,4%-a a Csendes-óceáni szigetekről származik, 13,8%-a egyéb, 3,3%-a pedig kettő vagy több etnikumú. A spanyol vagy latino származásúak aránya 20,7% (19,6% mexikói, 0,4% Puerto Ricó-i, 0,1% kubai, 0,6% egyéb spanyol vagy latino származású.)
A háztartások 30,4%-ában élt 18 évnél fiatalabb. 54,4% házas, 10,2% egyedülálló nő, 7,8% egyedülálló férfi, 27,6% pedig nem család. 20,7% egyedül élt; 7,4%-uk 65 éves vagy idősebb. Egy háztartásban átlagosan 2,64 személy élt; a családok átlagmérete 2,99 fő.
A medián életkor 40,1 év volt. A város lakóinak 25,3%-a 18 évesnél fiatalabb, 8,4% 18 és 24 év közötti, 22,1%-uk 25 és 44 év közötti, 29,7%-uk 45 és 64 év közötti, 14,4%-uk pedig 65 éves vagy idősebb. A lakosok 51,5%-a férfi, 48,5%-a pedig nő.

## Fordítás
Ez a szócikk részben vagy egészben  az   Entiat, Washington című angol Wikipédia-szócikk ezen változatának fordításán alapul.  Az eredeti cikk szerkesztőit annak laptörténete sorolja fel. Ez a jelzés csupán a megfogalmazás eredetét és a szerzői jogokat jelzi, nem szolgál a cikkben szereplő információk forrásmegjelöléseként.